# Carolina Magdalene Maier
Carolina Magdalene Maier (født 28. november 1973) er en dansk politiker, der er medlem af Radikale Venstre. Hun er opstillet som folketingskandidat i Brønshøjkredsen i Københavns Storkreds.
I 2015 – 2019 var Maier folketingsmedlem for Alternativet i Københavns Storkreds. Hun blev valgt ind ved folketingsvalget i 2015 med 1073 personlige stemmer, og ved folketingsvalget i 2019 fik Maier 2.673 personlige stemmer, men blev ikke valgt. I sin tid i Folketinget havde Maier syv ordførerskaber, og var blandt andet som uddannelsesordfører involveret i arbejdet med gymnasiereformen.
Sidenhen er Carolina Magdalene Maier blevet sekretariatschef i Dansk Folkeoplysnings Samråd, som er en paraplyorganisation 34 folkeoplysende organisationer.

## Privatliv
Maier blev født i 1973 i Haderslev som datter af socialrådgiver Inge Skau Maier og elektroingeniør Frederico Maier Marin.

## Uddannelse
Hun blev cand.scient.soc. fra Københavns Universitet i 2003 og har derudover en bifagseksamen i spansk fra Odense Universitet.